# Lobatse
Lobatse es una ciudad situada en el distrito Sudeste, en Botsuana. Según el censo de 2022, tiene una población de 29 772 habitantes.
Está situada a 70 km al sur de Gaborone. La ciudad es un distrito administrativo, con un ayuntamiento propio.